# Meyer-Villa
Die Meyer-Villa, auch Haus Meyer, ist das ehemalige Wohnhaus des Radebeuler Unternehmers Gerhard Meyer, im Augustusweg 100 des Stadtteils Oberlößnitz des sächsischen Radebeul gelegen. Als ehemaliges Teilgrundstück des Jägerbergs war das Grundstück ab 1895 Teil des Bilz-Sanatoriums. Das Anwesen liegt im Denkmalschutzgebiet Historische Weinberglandschaft Radebeul und im Landschaftsschutzgebiet Lößnitz.

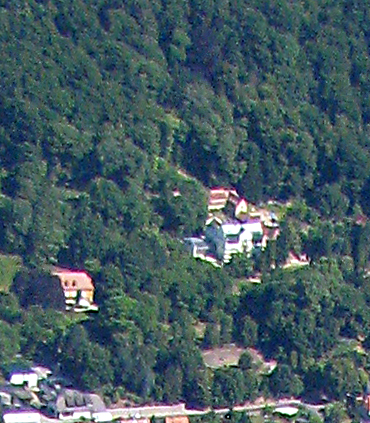
Ensemble am Jägerberg. Links die Meyer-Villa, das linke Drittel hinter Bäumen (Ausschnitt aus unterem Luftbild)

Die Villa ist durch die „gediegene Ausstattung[…] baugeschichtlich bedeutend, als Fabrikantenvilla des Unternehmers Meyer ortsgeschichtlich von Wert, zudem als seltenes Beispiel einer ‚DDR-Unternehmervilla‘ singulär“.

## Beschreibung

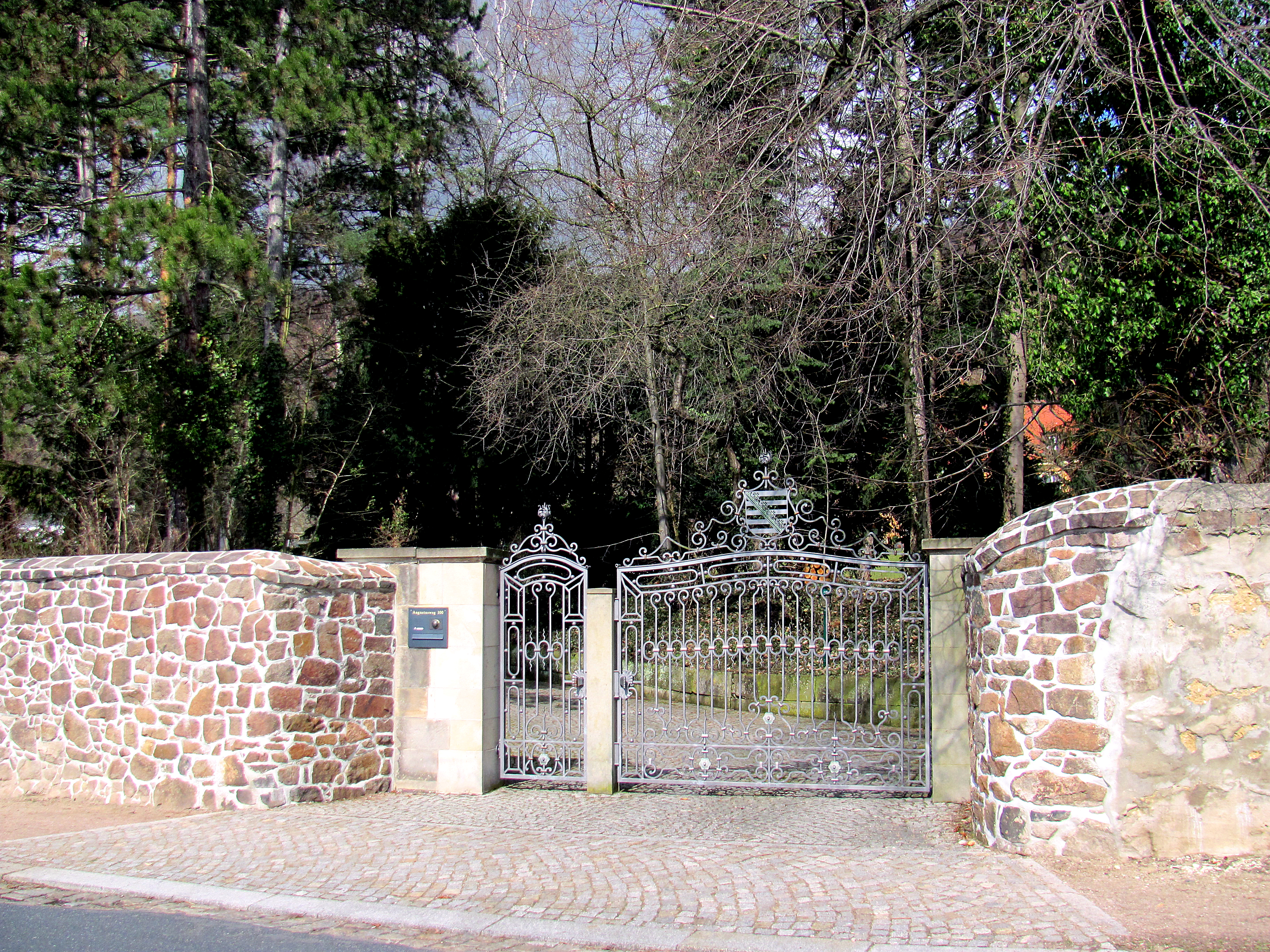
Tor der Meyer-Villa

Augustusweg 76 bis 114 unterhalb der nördlich gelegenen, verwaldeten Steillage. Die Meyer-Villa findet sich in der Bildmitte, links etwas unterhalb der Gebäudegruppe auf dem Jägerberg.

Die zusammen mit der Gartengestaltung mit Terrasse und Treppenanlage, der Einfriedung mit Toranlage sowie der Zufahrt unter Denkmalschutz stehende, zweigeschossige Villa ist stilistisch ein „traditionalistischer Bau mit Motiven der 1930er Jahre und des „Nierentischstils“ der Nachkriegszeit.“ Die Holzarbeiten der gediegenen Innenausstattung stammen von den Deutschen Werkstätten Hellerau.
Das verputzte Gebäude hat eine Länge von fünf Fensterachsen, obenauf sitzt ein Walmdach mit drei Dachgauben in der Gartenansicht nach Süden. In der linken Nebenansicht liegt eine geschwungene Terrasse mit einer gebogenen Freitreppe vom darunterliegenden Garten.
Die Einfriedung besteht aus Bruchstein-Mauerwerk, die aufwendige Toranlage hat ein schmiedeeisernes Tor.

## Geschichte
Das Weingut Jägerberg mit dem zugehörigen Weinberg hat seinen Ursprung im 16. Jahrhundert. Der Name bezieht sich auf den kurfürstlich-sächsischen Oberhofjägermeister Sigmund Adolph von Zieglar (oder Siegmund August von Ziegesar) (gest. um 1666), der den Weinberg im frühen 17. Jahrhundert besaß.
Ab 1826 war der Dresdner Weinhändler Johann Heinrich Hantzsch (oder August Traugott Hantzsch) der Besitzer. Dieser ließ das aus dem 17. Jahrhundert stammende Herrenhaus 1844 durch eine neogotische Villa ersetzen und auf dem Grundstück einen englischen Park mit einer künstlichen Ruine auf halber Berghöhe sowie einem Aussichtsturm (Blechburg) auf der Höhe anlegen. Der Oberlößnitzer Naturheilkundler Friedrich Eduard Bilz erwarb das Anwesen 1895, um dort zu wohnen. 1899 machte er das Anwesen zum Bestandteil seines Bilz-Sanatoriums.
Der Radebeuler Unternehmer Gerhard Meyer, Besitzer der Radebeuler Firma Myraplast, kaufte  Mitte der 1950er Jahre von den Bilz-Erben ein westliches Teilstück des Jägerbergs. Dort ließ er 1956/1957 sein Wohnhaus (Meyer-Villa) errichten.
Der traditionalistische Putzbau mit Ziegeldach wurde vom Architekten Albert Patitz für Gerhard Meyer entworfen und 1956/1957 errichtet. Die Villa mit traditioneller gediegener Ausstattung gilt heute als „seltenes Beispiel einer DDR-Unternehmervilla“. Der weitläufige Garten gilt darüber hinaus als denkmalpflegerische Nebenanlage.
Nach Meyers Enteignung in den 1960er Jahren wurde das Anwesen zu einem Objekt des Ministeriums für Staatssicherheit. Heute ist es wieder in Privatbesitz.